# ハンティントン・ライブラリー

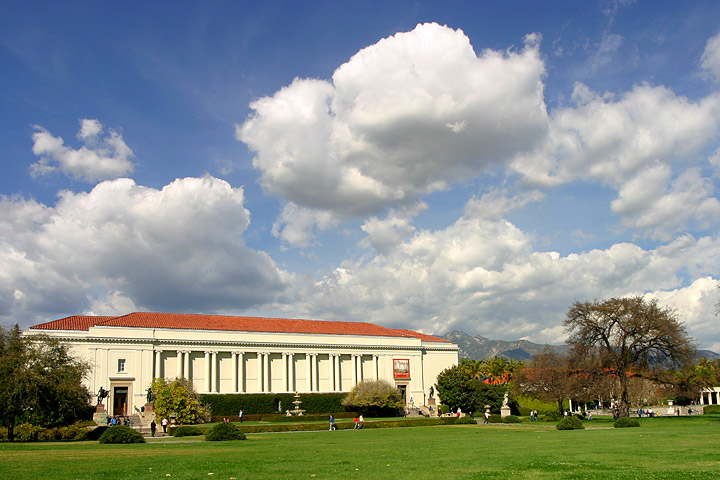
ハンティントン・ライブラリー

ハンティントン・ライブラリー（英: The Huntington Library）は、アメリカ合衆国カリフォルニア州サン・マリノに位置する教育研究機関。もともとは、鉄道王といわれた実業家ヘンリー・E.ハンティントンの邸宅だった建物で、現在は図書館、イギリスの肖像画や18世紀のフランス家具などのコレクションで有名な美術館、北米随一のソテツが栽培されている植物園がある。

## 図書館と美術館

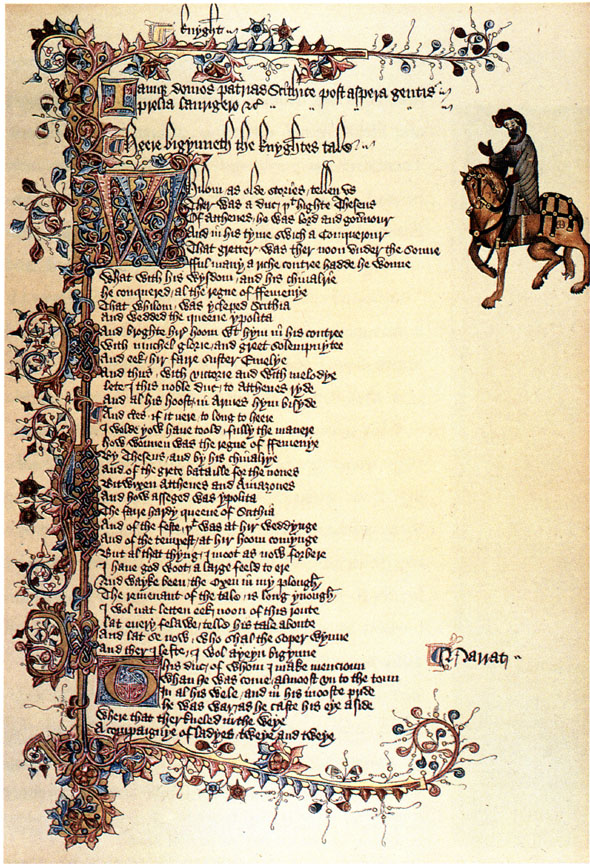
エレスメア装飾写本『カンタベリー物語』の「騎士の章」1ページ目
（15世紀）

図書館には稀覯本や装飾写本などが豊富にコレクションされており、『グーテンベルク聖書』、ジェフリー・チョーサーの代表作『カンタベリー物語』のエレスメア装飾写本といった歴史的・美術的価値の高い書物がある。また、第16代アメリカ合衆国大統領エイブラハム・リンカーンに関する数千の文献が所蔵されており、その中にはリンカーンの友人で警護官も務めたウォード・ヒル・ラモンの書簡も含まれている。これら稀覯本と装飾写本はアメリカ合衆国でもっとも頻繁に研究目的で利用されており、図書館に所蔵されている装飾写本はおよそ650万冊、稀覯本は100万冊を超えている。世界で唯一ハムレットの初版四つ折版を2冊所蔵している図書館で、ベンジャミン・フランクリンの『フランクリン自伝』手稿、ヘンリー・デイヴィッド・ソローの『森の生活』草稿7枚、ジョン・ジェームズ・オーデュボンの『アメリカの鳥類』、チャールズ・ブコウスキー初版本など、多くの貴重な書物が保管されている。

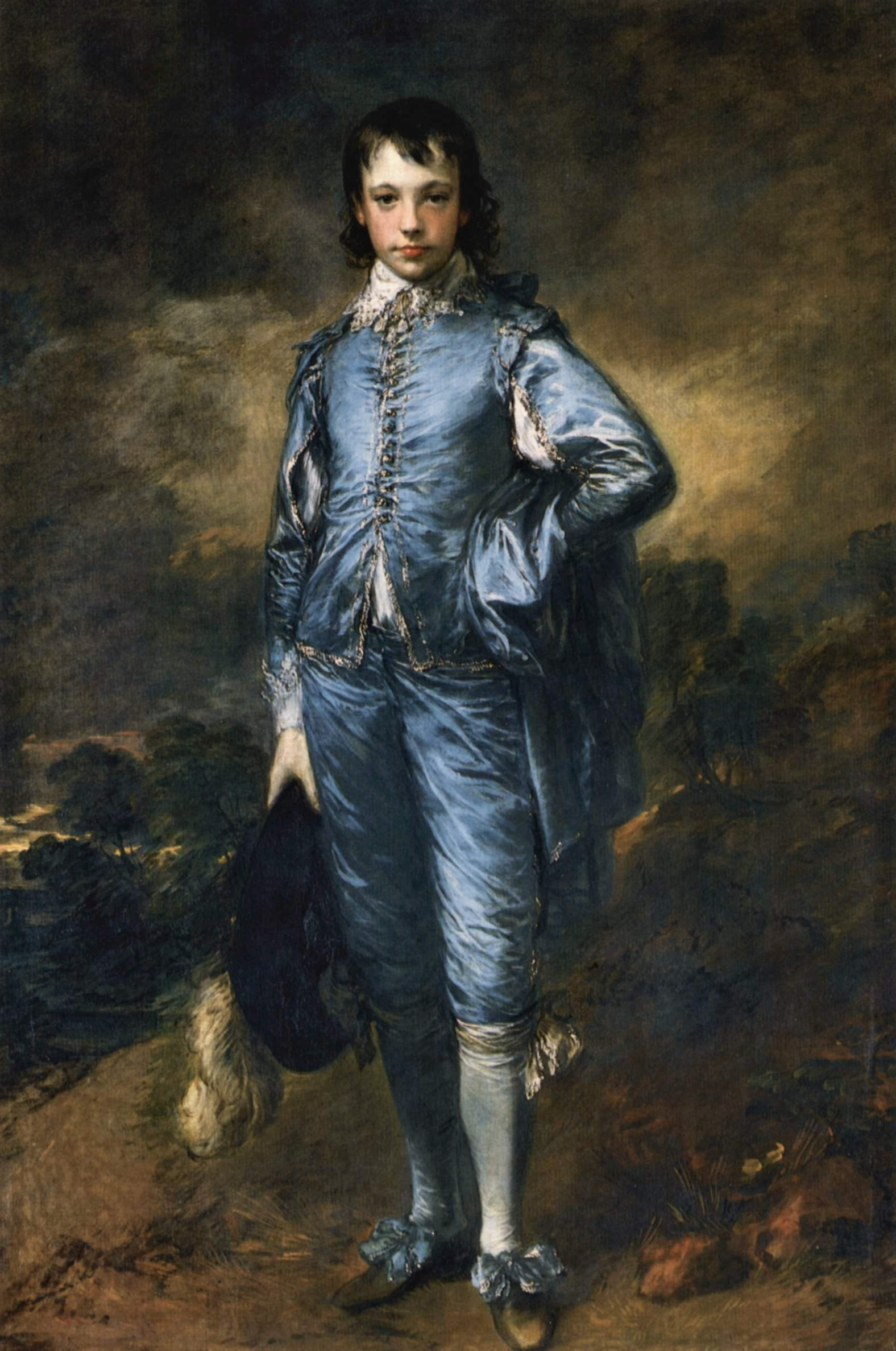
『青い服の少年 The Blue Boy』
トマス・ゲインズボロ（1770年）

図書館はこれら貴重な書物を一般公開することがある。実際にはこれら脆く貴重なコレクションの閲覧は非常に制限されており、博士号取得者か、少なくともPh.D.試験合格者で2人以上の著名な学者の推薦状が必要とされている。ハンティントン・ライブラリーの研究部署は毎年多くの短期、長期研究者を受け入れている。
美術館のコレクションは18世紀、19世紀のイギリス、フランスの芸術家の作品と、18世紀から20世紀初頭のアメリカの芸術家の作品を中心に構成されており、展示内容を変更しながら一般公開されている。所蔵されている有名な絵画としてロヒール・ファン・デル・ウェイデンの『聖母子』（1460年頃）がある。コレクションの中心であるイギリス絵画ではトマス・ゲインズバラの『青い服の少年』（1770年）、トーマス・ローレンスの『ピンキー』（1794年）、アメリカ絵画では19世紀のアメリカ人風景画家フレデリック・エドウィン・チャーチの『Chimborazo』が挙げられる。彫刻作品ではハリエット・ホズマーの『Zenobia in Chains』（1859年）などがある。

### ウィリアム・モリス・コレクション
1999年にハンティントン・ライブラリーは、サンフォード、ヘレンのバーガー夫妻が収集していたラファエル前派に属するデザイナー、ウィリアム・モリスのコレクションを入手した。このコレクションにはステンドグラス、壁紙、織物、刺繡、ドローイング、陶磁器、2000冊以上の書物、オリジナルの木版などで、モリス商会とその前身であるモリス・マーシャル・フォークナー商会が制作した、モリスのインテリア作品の完全な記録が含まれている。これらの収蔵品は、2002年に開催されたモリスの展覧会「Creating the Useful and the Beautiful」の根幹となった。

## 植物園
ハンティントン・ライブラリーの植物園は敷地が約485,600平方メートルで、世界中から収集された珍しい植物で構成されたさまざまなテーマ・ガーデンがある。テーマに沿った12以上の庭園が存在し、オーストラリア・ガーデン、カメリア・コレクション、チルドレン・ガーデン、デザートガーデン（温室）、植物研究温室、デザート・ガーデン、ハーブ園、日本庭園、睡蓮池、ノース・ビスタ、パーム・ガーデン、バラ園、シェークスピア・ガーデン、亜熱帯・ジャングル・ガーデン、中国庭園が現在開放されている。植物研究温室には熱帯植物と食虫植物の豊富なコレクションがある。また、広大な敷地内にはユーカリが植林され、オーストラリアのアウトバックが再現された場所もある。ハンティントン・ライブラリーには絶滅危惧植物の保護、繁殖のプログラムがあり、1999年、2002年、2009年には世界最大の花で7年に一度しか咲かないスマトラオオコンニャクが咲いた。
世界有数の規模と旧さのサボテンなどの多肉植物のコレクションの多くは、ヘンリー・E.ハンティントンと庭園の責任者ウィリアム・ハートリッチが、北米、中米、南米の各地を旅して収集したものである。植物学的に最重要の庭園のひとつで、ハートリッチの構想から生まれたデザート・ガーデンの膨大な植物コレクションは、1900年代になるまで無名であり正当な評価を受けなかった。砂漠気候に適応した多種の乾生植物のコレクションを保有するデザート・ガーデンは徐々に著名となり、その5,000種以上のコレクションには、サボテンなどの多肉植物、葉、茎、根に水をためることが出来る植物が含まれ、現在では世界でもっとも優れたコレクションとなっている。

### 映画
庭園は映画などのロケーション撮影の場所として使われることがあり、以下はその映像作品である。
- 『メイム』（1974年）
- 『Only Yesterday』（1975年） - カーペンターズのミュージック・ビデオ
- 『ミッドウェイ』（1976年）
- 『ビバリーヒルズ・コップ2』
- 『オーディナリー・ワールド』（1993年） - デュラン・デュランのミュージック・ビデオ
- 『幸福の条件』（1993年）
- 『ビバリーヒルズ・ニンジャ 』（1997年）
- 『ミステリー・メン』（1999年）
- 『チャーリーズ・エンジェル』（2000年）
- 『ウェディング・プランナー』（2001年）
- 『ホット・チック』（2002年）
- 『シモーヌ』（2002年）
- 『N.Y.式ハッピー・セラピー』（2003年）
- 『ディボース・ショウ』（2003年）
- 『スタスキー&ハッチ』（2004年）
- 『SAYURI』（2005年）
- 『セレニティー』（2005年）
- 『Ned's Declassified Field Trip』（2007年）
- 『ナショナル・トレジャー リンカーン暗殺者の日記』（2007年）
- 『花婿の秘密』（2008年） - CSI:マイアミの第6シーズンのエピソード
- 『G.I.ジョー』
- 『A Beautiful End』- J. R. リチャーズのミュージック・ビデオ

## ギャラリー

### ガーデン

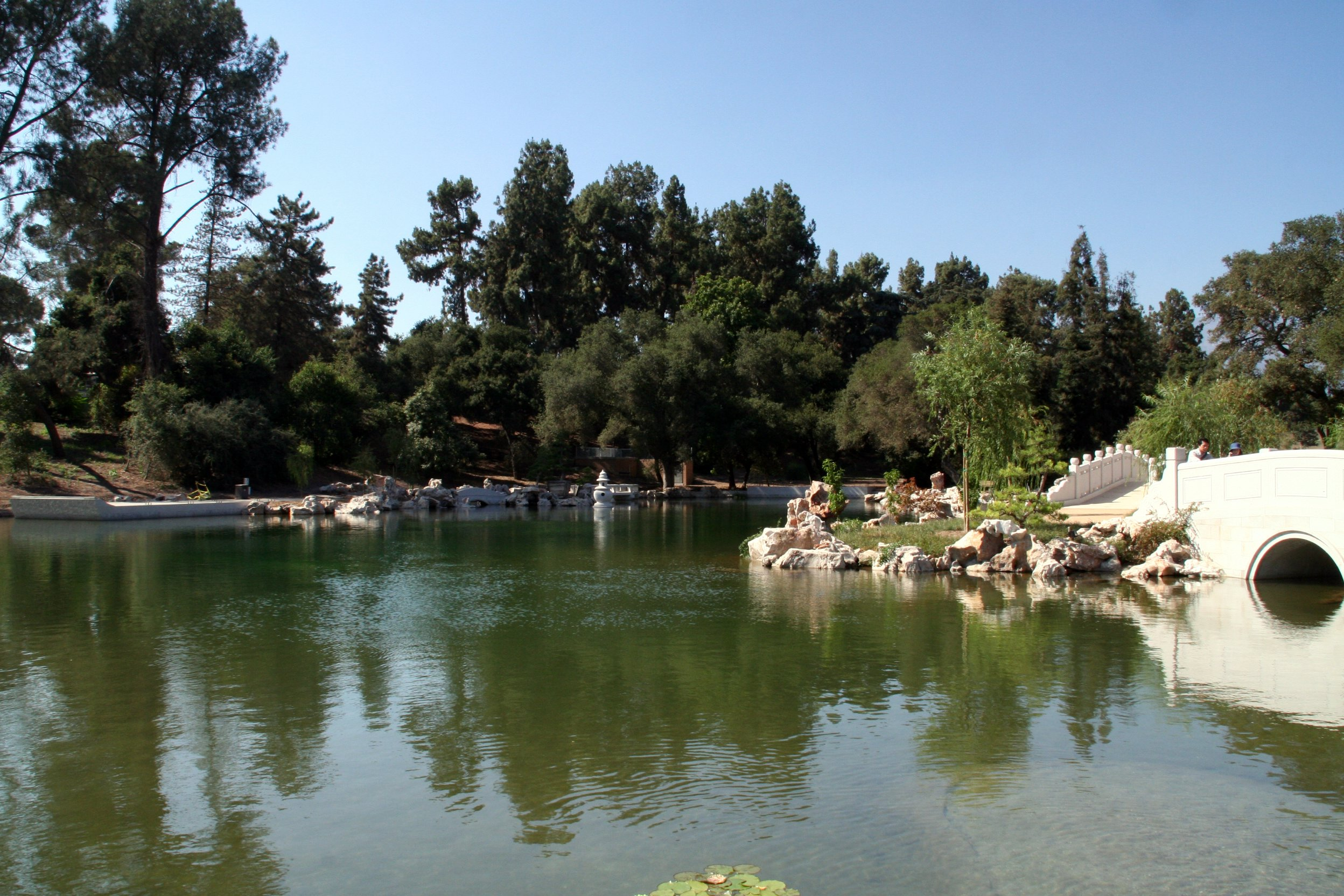
中国庭園流芳園
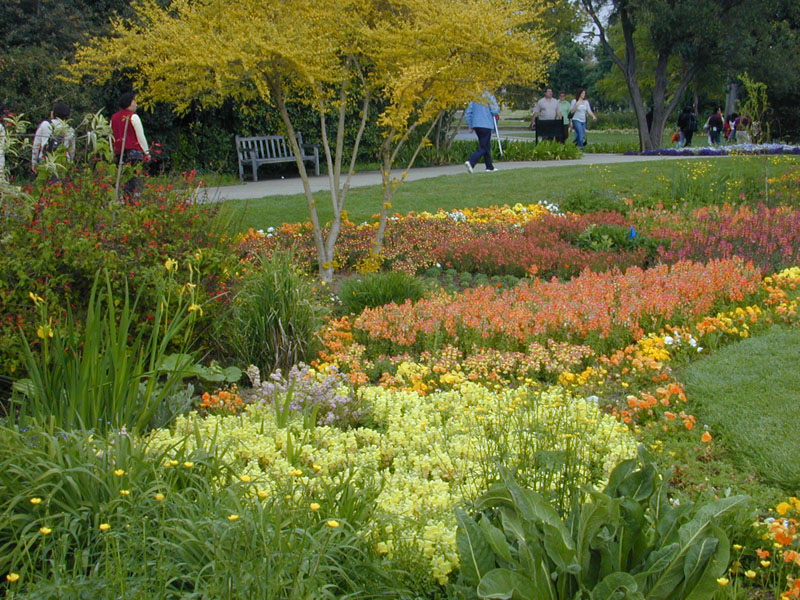
色とりどりの花
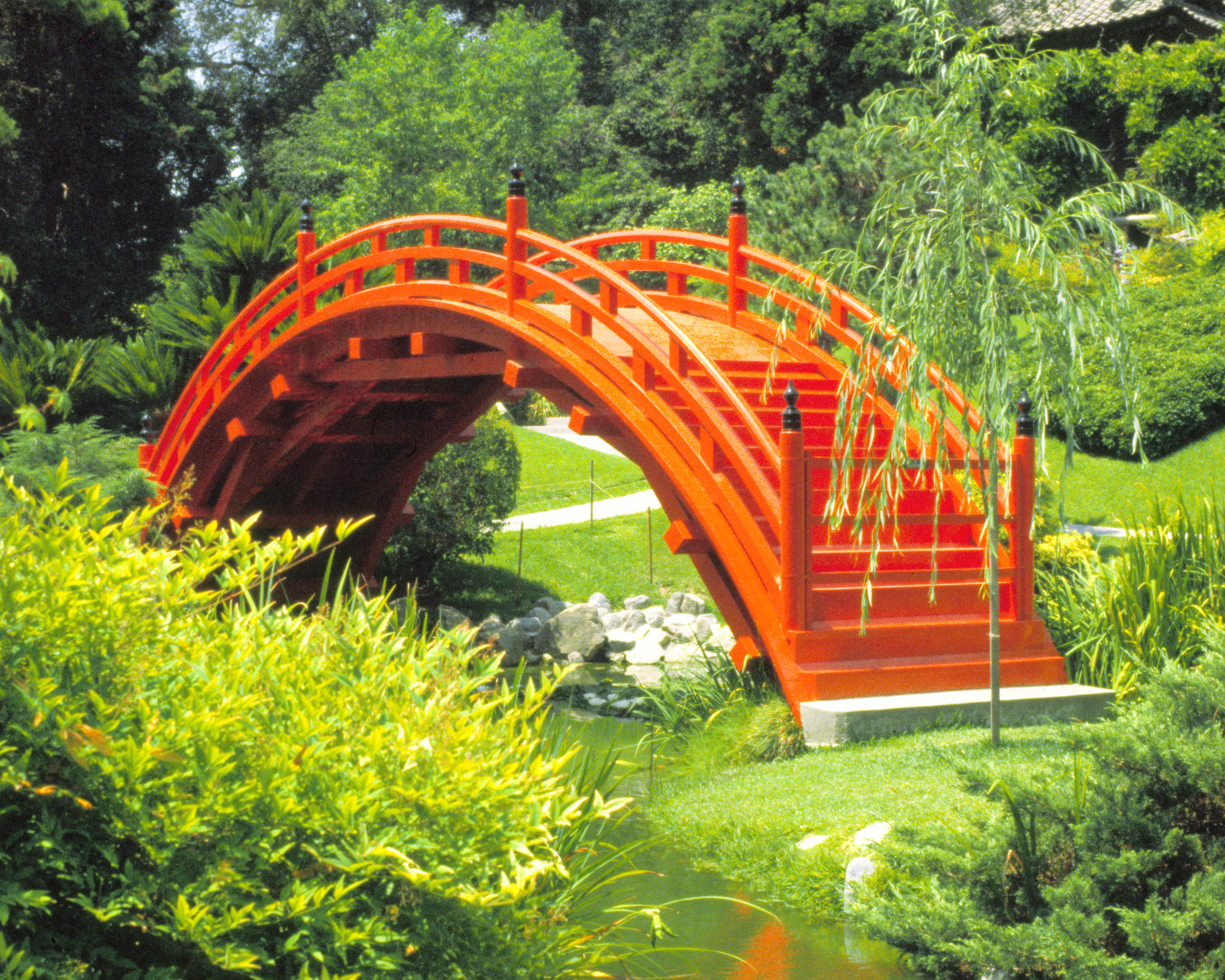
日本庭園の橋
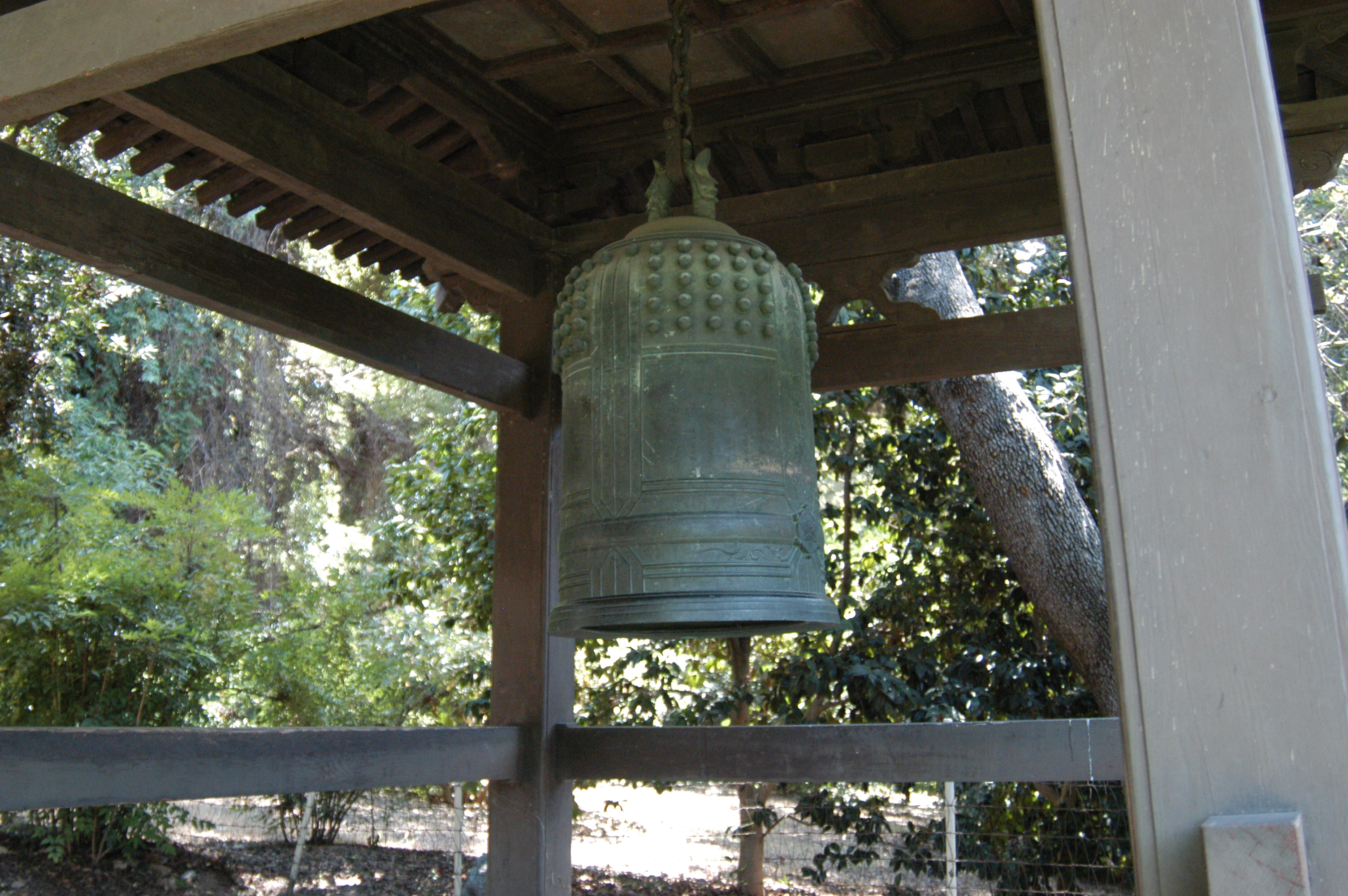
日本庭園の鐘
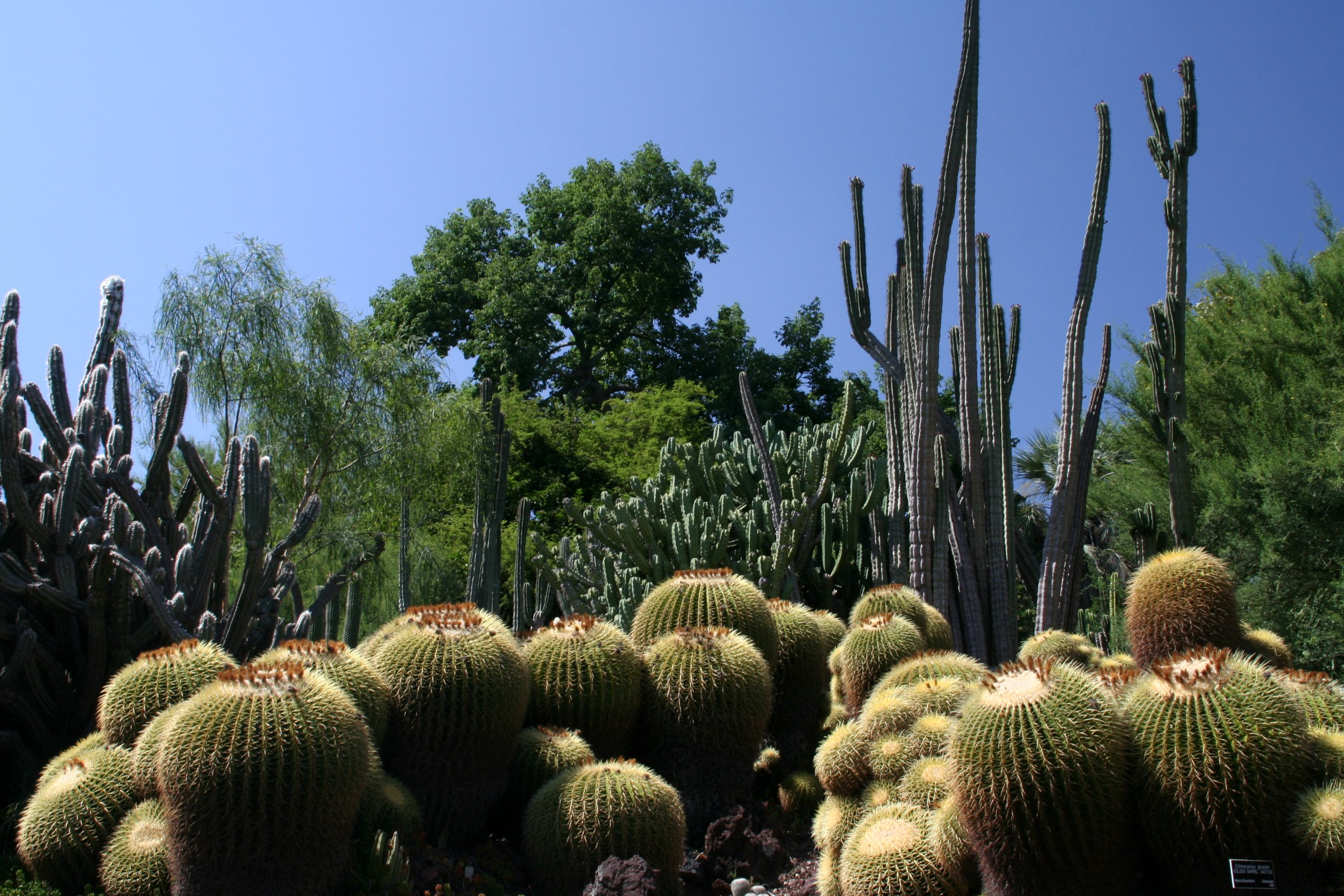
デザート・ガーデン
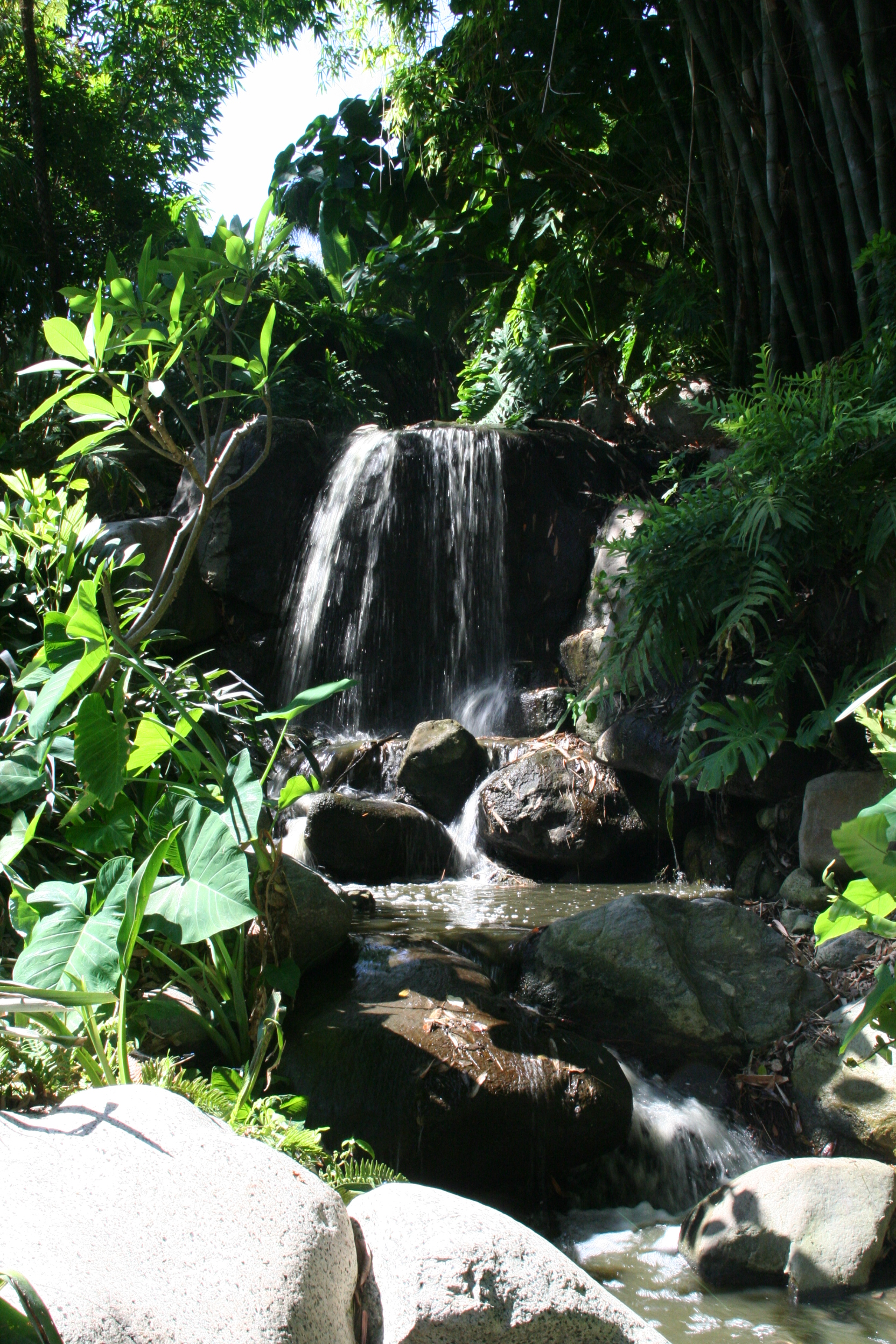
ジャングル・ガーデン
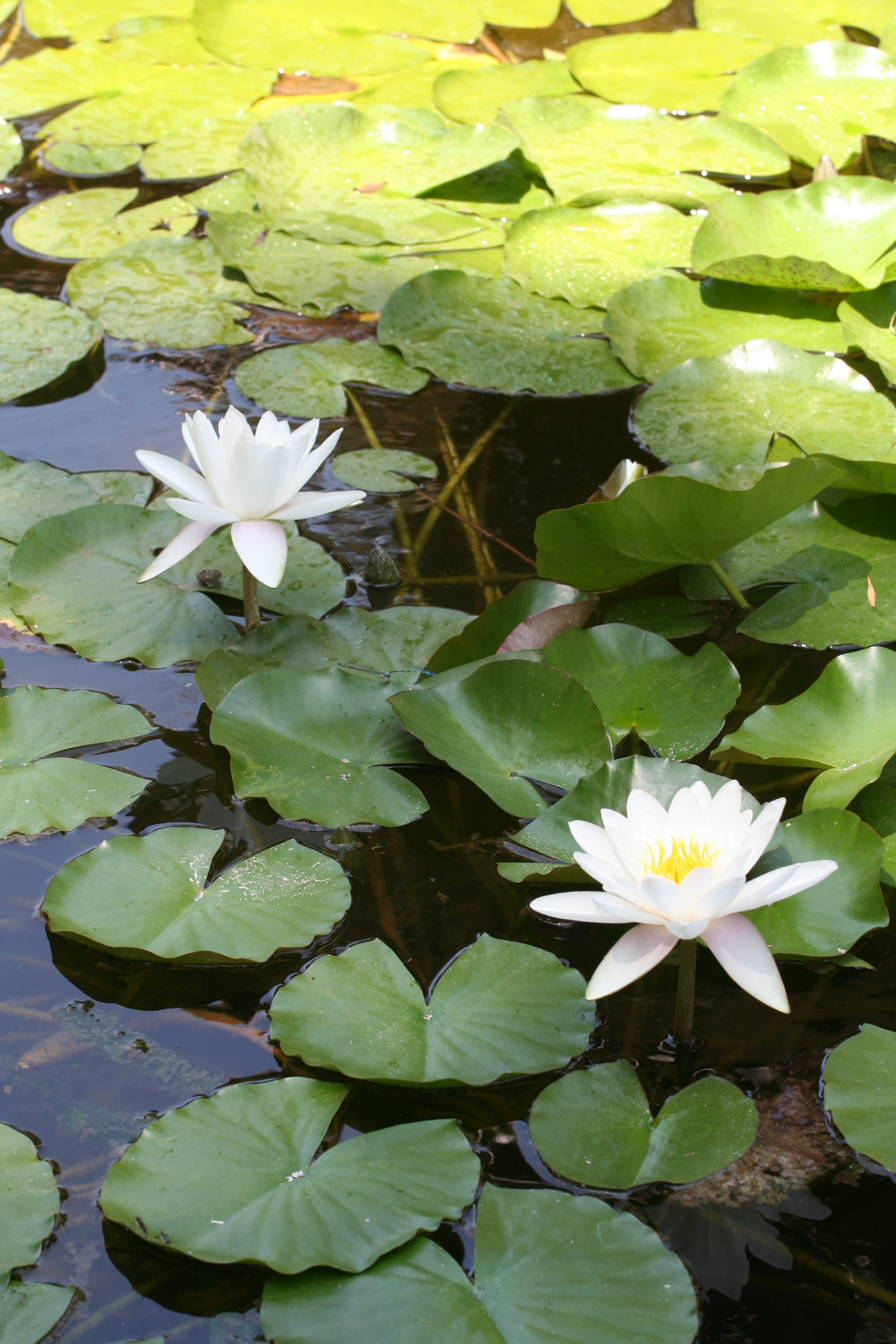
睡蓮池
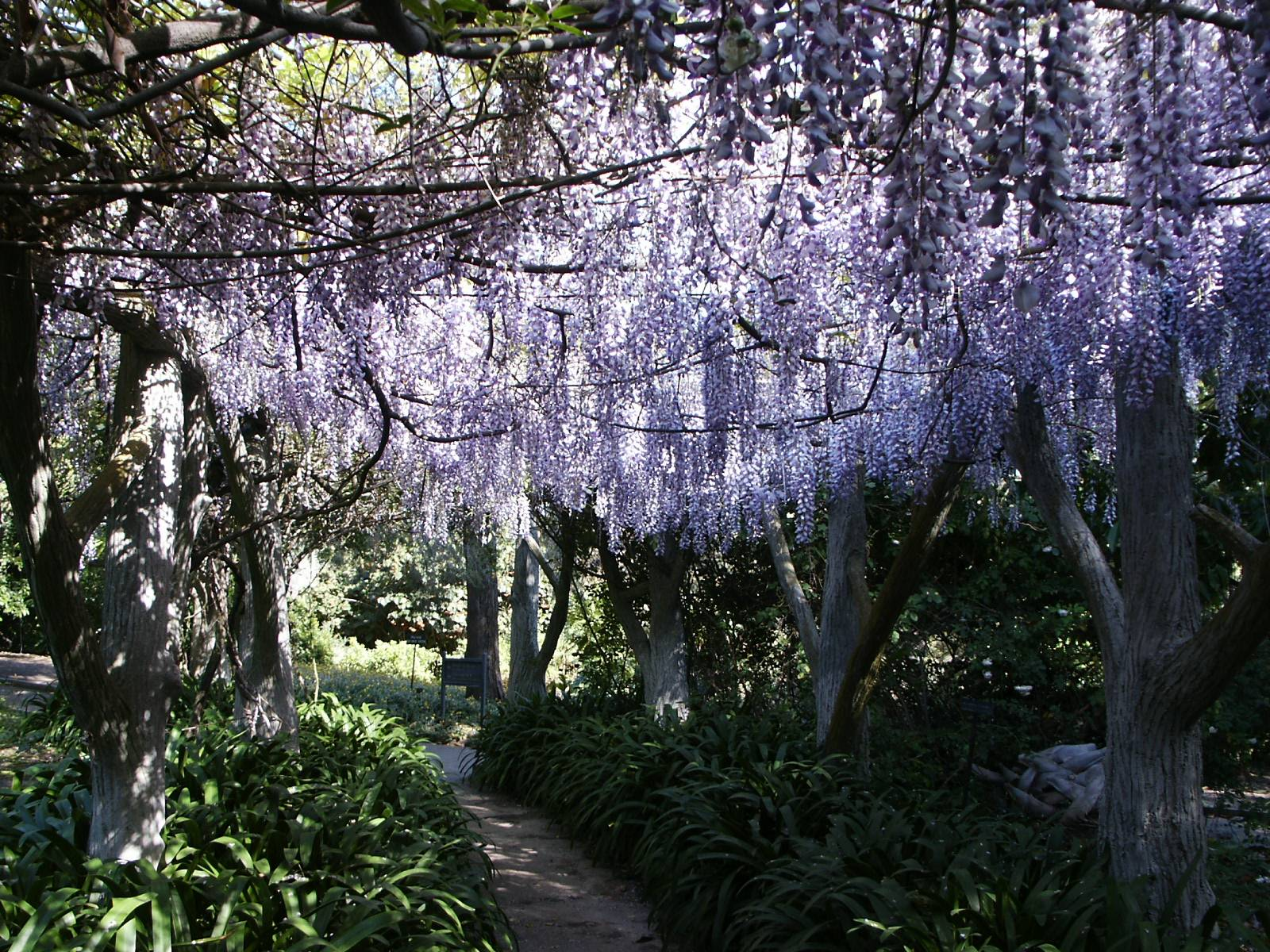
藤棚